# Comuna Marînivka, Berezivka
Marînivka (în ucraineană Маринівка) este o comună în raionul Berezivka, regiunea Odesa, Ucraina, formată din satele Balaiciuk și Marînove (reședința).

## Demografie
Componența lingvistică a comunei Marînivka
     Ucraineană (95,94%)
     Rusă (2,1%)
     Alte limbi (1,96%)
Conform recensământului din 2001, majoritatea populației comunei Marînivka era vorbitoare de ucraineană (95,94%), existând în minoritate și vorbitori de rusă (2,1%).